# Wols
Alfred Otto Wolfgang Schulze (27. května 1913 v Berlíně - 1. září 1951 v Paříži na otravu ze zkaženého koňského masa) byl německý malíř a fotograf žijící ve Francii. Společnost ho zná spíše pod jeho pseudonymem Wols.
Řadí se mezi abstraktní malíře, kteří svojí tvorbou prosluli kolem roku 1945. „Abstraktní malířství mělo několik základních směrů, které se navzájem ovlivňovaly. Zvláštní zde byl individuální styl malířů, neboť v tomto směru nebyly dané pevné hranice. V období 50. let 20. století došlo ve Spojených státech k vrcholu uměleckého stylu Abstraktní expresionismus (neboli akční/gestická malba).“

## Abstraktní expresionismus
Abstraktní expresionismus se projevil kolem roku 1951 a měl tedy vliv i na Wolse. „Vyznačoval se spontánní malbou, která vyjadřuje pocity a dojmy a je charakteristická uvolněnou barevností a svobodným rukopisem autorů děl.“   Tento popis přesně charakterizuje Wolsova díla. Jeho tvorba se řadí k jednomu ze směrů abstraktního expresionismu – tachismu.

## Tvorba
Na tvorbu Wolse působilo i to, že byl členem surrealistické skupiny, dokonce se podílel i na ilustraci knihy Franze Kafky. Jeho tvorba tedy zahrnovala jak obrazy, tak fotografie (zachycoval obrazy Paříže) a v jeho dílech se odrážely představy o lidské existenci. V roce 1937 se konala jeho první samostatná výstava v Librairie–Galerie de la Pléiade v Paříži a stal se oficiálním fotografem pro Pavillon de l'Elégance na mezinárodní výstavě Exposition Internationale des Arts et Techniques dans la Vie Moderne, která se onoho roku konala v Paříži. V roce 1937 rovněž začal používat pseudonym Wols, který přijal z útržku telegramu a který mu měl pomoci v jeho vstupu do světa pařížské avantgardy.

## Život
Po roce 1946 se Wols začal věnovat informelu. Obrazy byly tvořeny prudkými tahy štětcem, nemíchanými barvami, rytinami a škrábanci. Obrazy tedy působily dojmem neklidu a dynamiky, což bylo pro toto období velice typické. Inspiroval se nejen ve světě lidí, ale podněty pro svoji tvorbu hledal i v přírodě.
Od roku 1947, kdy těžce onemocněl a byl nucen strávit čas upoutáním na lůžko, intenzivně maloval. Poté se musel podrobit alkoholové léčbě. Následovalo přestěhování na venkov na jihovýchod Paříže (do Champigny-sur-Marne).
Samostatnou kapitolu ve Wolsově tvorbě tvoří jeho fotografie, které byly na svou dobu velmi neobvyklé. Podle surrealistických a existencialistických principů totiž představovaly každodenní předměty ve zcela novém světle, pro oko diváka je jaksi zcizovaly a dávaly jim zcela nový, děsivý život. Jeho předměty se zároveň rozkládaly a rostly, komunikovaly samy se sebou a ze svých konverzací diváka vyjímaly. Nejzajímavější z těchto fotografií pocházejí z válečných let, kdy Wols vytvářel hlavně fotografická zátiší. Wols rovněž psal básně a aforismy, které vyjadřovaly jeho myšlenky o umění a filosofii. Ve své literární tvorbě byl ovlivněn spisy čínského filosofa Lao-c‘.

## Dílo
Mezi jeho nejznámější díla patří například Le fantôme bleu (1951), neboli Modrý fantom. Při bližším zkoumání tohoto obrazu zjistíme, že Wols chtěl dílem nejspíše říci, že každý člověk má v sobě nějakého fantóma, který často ovlivňuje myšlení. Centrem obrazu je např. „hlava“ nebo „mozek“, který je také centrem našeho myšlení. Mozek vydává impulzy do našeho těla, což mi připomínají světlé tečky (impulzy). Obraz působí záhadně, jakoby odkrýval tajemství našeho poselství bytí na zemi. Dílo také působí velice surrealisticky, tedy tak, že je v něm zachyceno mnoho snů a představ.
Dílo Le fantôme bleu se nachází v galerii Museum Ludwig v Kolíně nad Rýnem. Tato galerie se specializuje na moderní a současné umění. Najdeme zde díla amerického pop-artu, expresionistická díla, díla ruské avantgardy, abstraktní obrazy, grafická díla nebo fotografie. Museum Ludwig schraňuje také významná díla – např. některá díla Andyho Warhola a také má třetí největší vyhlášenou sbírku děl Pabla Picassa.